# Margarett Best
Pour les articles homonymes, voir Best.
Margarett R. Best (née en 1958) est une femme politique provinciale canadienne de l'Ontario. Elle représente la circonscription de Scarborough—Guildwood à titre de députée du Parti libéral de l'Ontario de 2007 à 2013. Elle est ministre dans le cabinet du gouvernement de Dalton McGuinty.

## Biographie
Née à May Pen en Jamaïque, elle est une activiste africaine-canadienne. Elle étudie au campus de Scarborough de l'Université de Toronto et à l'Osgoode Hall Law School de l'Université York.

## Carrière politique
Élue à l'Assemblée législative de l'Ontario en 2007, elle entre au cabinet à titre de ministre de Promotion de la santé.
En 2008, elle introduit un acte législatif pour bannir la fumée de cigarette dans les voitures lorsque des enfants sont à l'intérieur. L'acte nommé Smoke-Free Ontario Amendment Act impose des amendes de 250$ pour les délinquants.
En 2010, le nom du ministère est modifié pour devenir ministère de la Promotion de la santé et du sport.
Réélue en 2011, elle devient la première femme afro-canadienne à être réélue à l'Assemblée législative de l'Ontario. Elle est par la suite nommée ministre des Services aux consommateurs.
À ce titre, elle introduit le projet de loi 82, le Wireless Services Agreements Act, 2012, pour améliorer la couverture quant à la protection des consommateurs en matière d'accès aux services de téléphonie cellulaire. Cependant, la loi 82 est abandonnée lorsque Dalton McGuinty décide de proroger la législature en octobre 2012. Elle travaille aussi sur la réforme du Condominium Act, sur des amendements au Not for Profit Business Corporations Act et sur une réforme de la Delegated Administrative Authorities Act.
En 2013, elle est nommée secrétaire parlementaire du ministre de l'Éducation dans le nouveau gouvernement de Kathleen Wynne. Son exclusion du cabinet est perçue comme une rétrogradation politique, bien qu'il soit admis plus tard que Best avait demandé de voir sa charge réduite pour des raisons de santé.
Le 27 juin 2013, elle annonce sa démission à titre de députée.

## Honneurs et récompenses
En 2008, elle est honorée d'un doctorat honoraire en droit de l'Université de la Caraïbe du nord de Mandeville en Jamaïque. De la distinction award de la Black Business and Professional Association en octobre 2009 et par le prix canadien des services distingués dans la catégorie égalité/justice sociale du Conseil de la presse ethnique du Canada en 2009. La ville de Toronto la récompense du prix de la diversité en 2011 et elle reçoit la médaille du jubilé d'argent de la reine Élisabeth II en 2012. En 2016, elle est reconnue comme l'une des 100 femmes noires les plus influentes du Canada et en 2017 est la lauréate du prix d'accomplissement du Rev. Dr Martin Luther King Jr.